# 薩莫博爾城堡

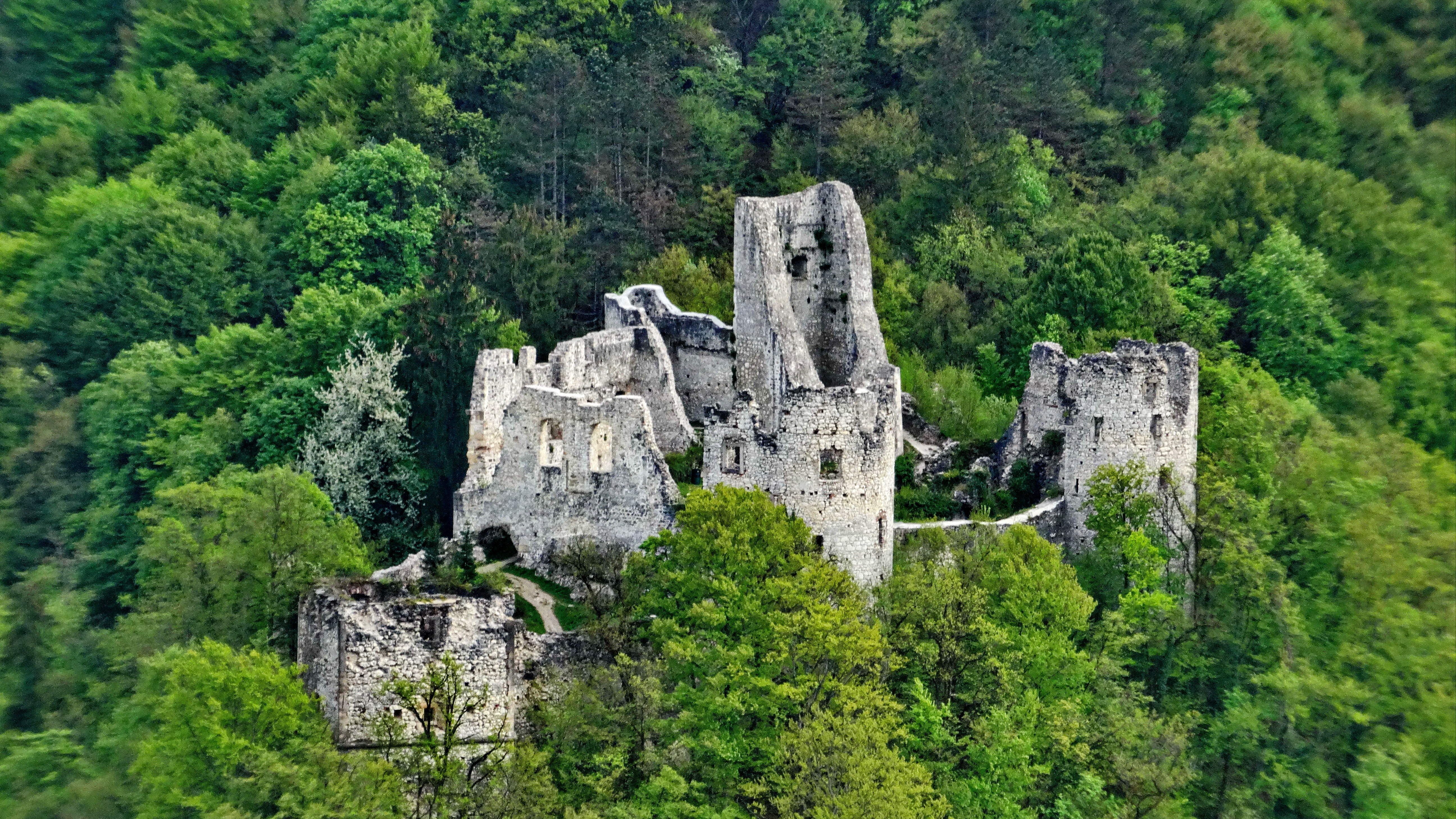

薩莫博爾城堡（Samobor Castle）是克羅埃西亞的一座城堡遺跡，位於薩莫博爾。這座城堡距離薩莫博爾市中心僅有10分鐘徒步路程。舊城堡的大部分遺跡現仍可見，主要入口和大部分牆壁得到保存。

## 外部連結
- Samobor Castle on site Tourism ClusterSutla and Žumberak （页面存档备份，存于） （克羅埃西亞語）
- Samobor Castle, on Official Samobor site （克羅埃西亞語）
- Tourist Board of Zagreb County, through County （页面存档备份，存于） （克羅埃西亞語）

Template:Castles in Croatia